# Cantone di Marcoing
Il Cantone di Marcoing era una divisione amministrativa dell'arrondissement di Cambrai.
È stato soppresso a seguito della riforma complessiva dei cantoni del 2014, che è entrata in vigore con le elezioni dipartimentali del 2015.
Comprendeva i comuni di:
- Anneux
- Banteux
- Bantouzelle
- Boursies
- Cantaing-sur-Escaut
- Crèvecœur-sur-l'Escaut
- Doignies
- Flesquières
- Gonnelieu
- Gouzeaucourt
- Honnecourt-sur-Escaut
- Lesdain
- Marcoing
- Masnières
- Mœuvres
- Noyelles-sur-Escaut
- Ribécourt-la-Tour
- Les Rues-des-Vignes
- Rumilly-en-Cambrésis
- Villers-Guislain
- Villers-Plouich